# Naval Air Station North Island

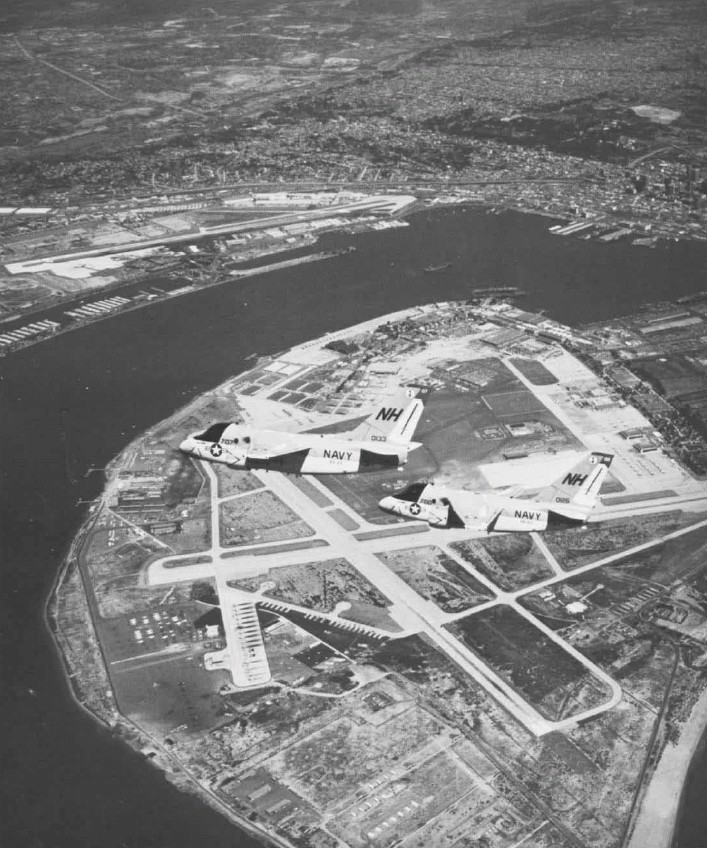
NAS North Island en 1977

La Naval Air Station North Island ou NAS de North Island (AITA : NZY, OACI : KNZY, identifiant FAA: NZY) est une base aéronavale américaine ouverte en 1917, port d'attache de plusieurs porte-avions de l'United States Navy. Elle fait partie du complexe militaire de la Base navale de Coronado.
Elle est située près de Coronado, sur la partie occidentale de la North Island, partie septentrionale de la Silver Strand, bande de terre fermant la baie de San Diego en Californie.